# Landgoed Egheria

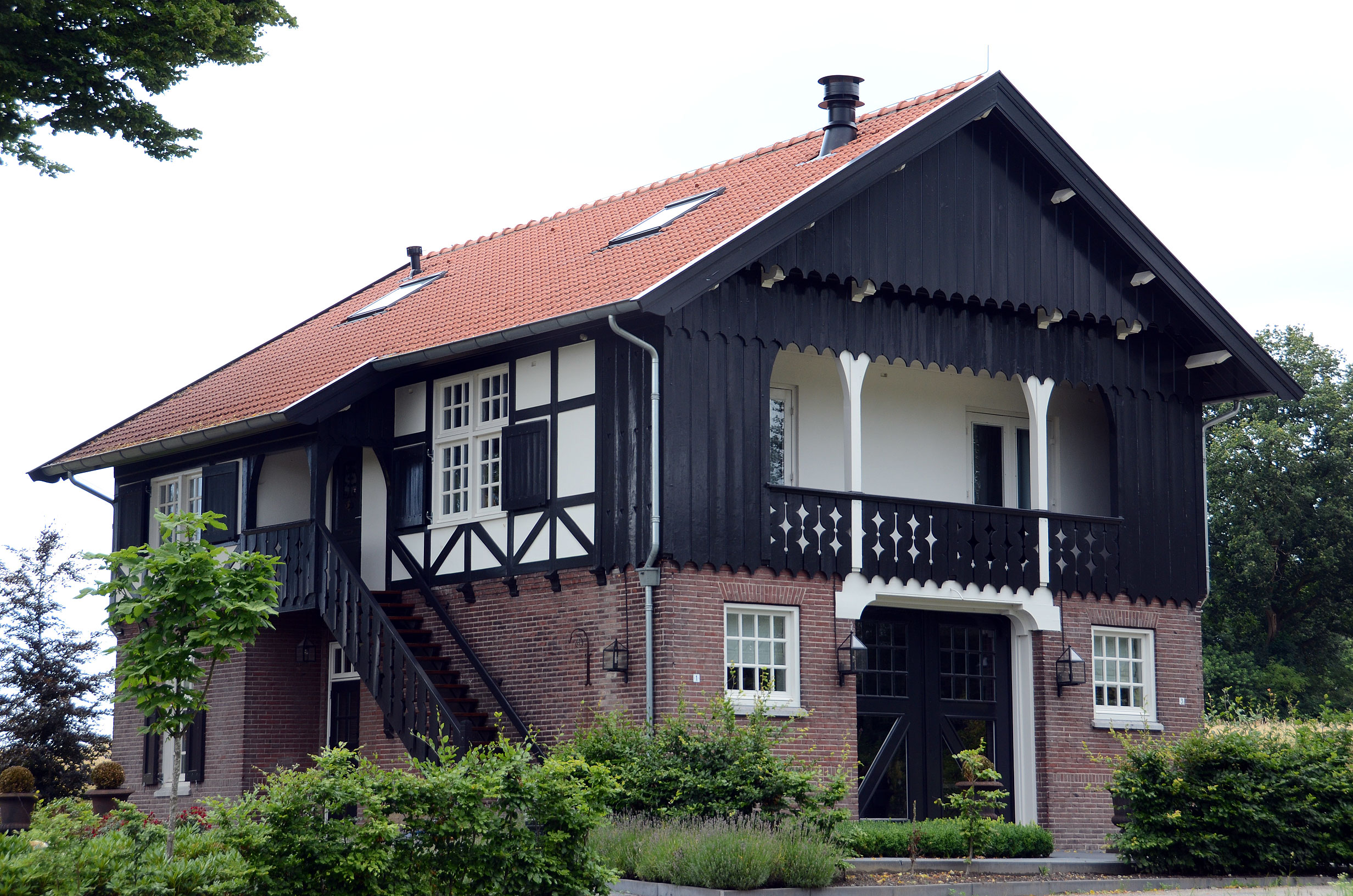
Koetshuis op het landgoed

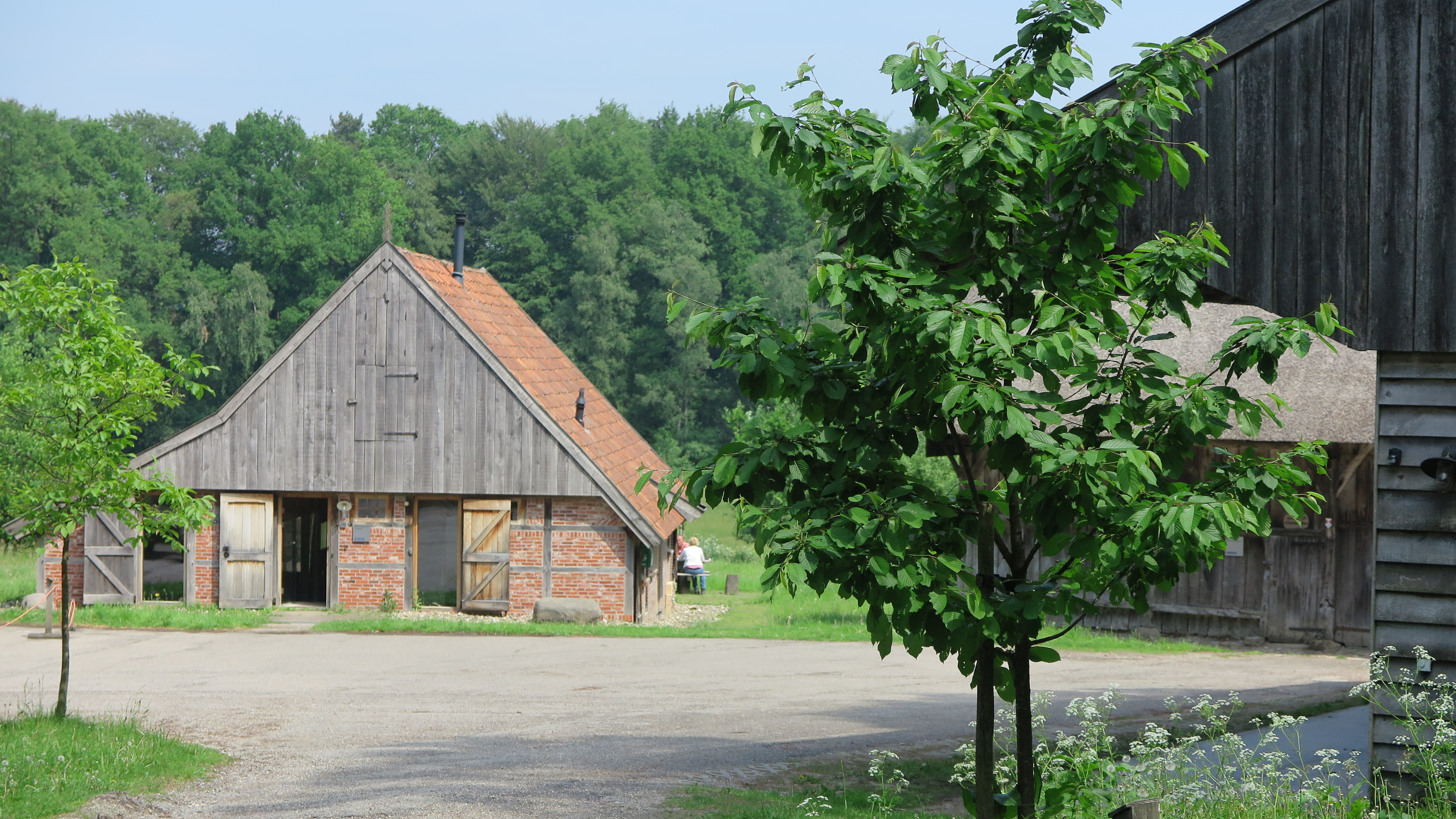
Beheerkantoor Natuurmonumenten op Erve Middelkamp

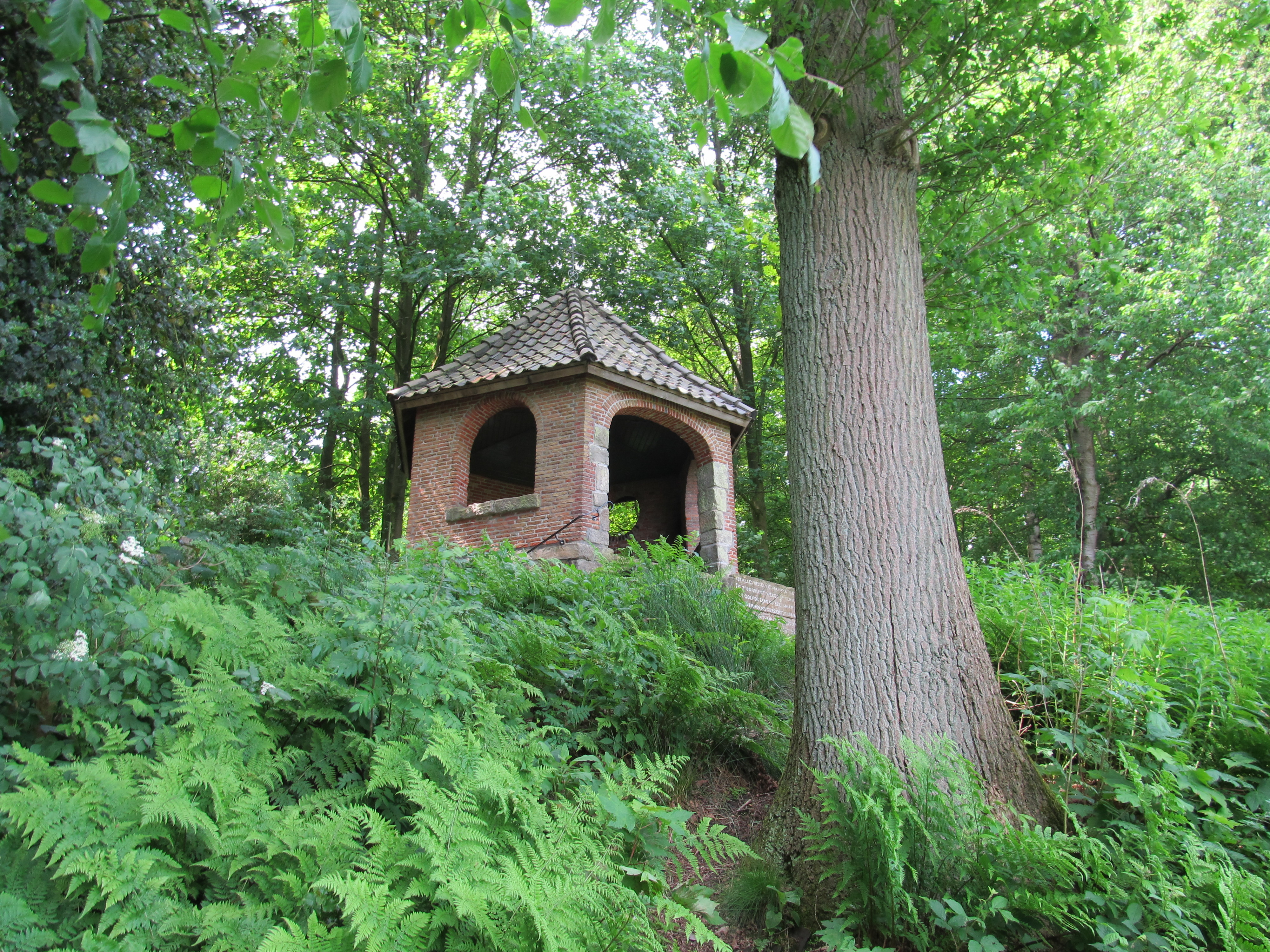
Theehuisje op de Tankenberg

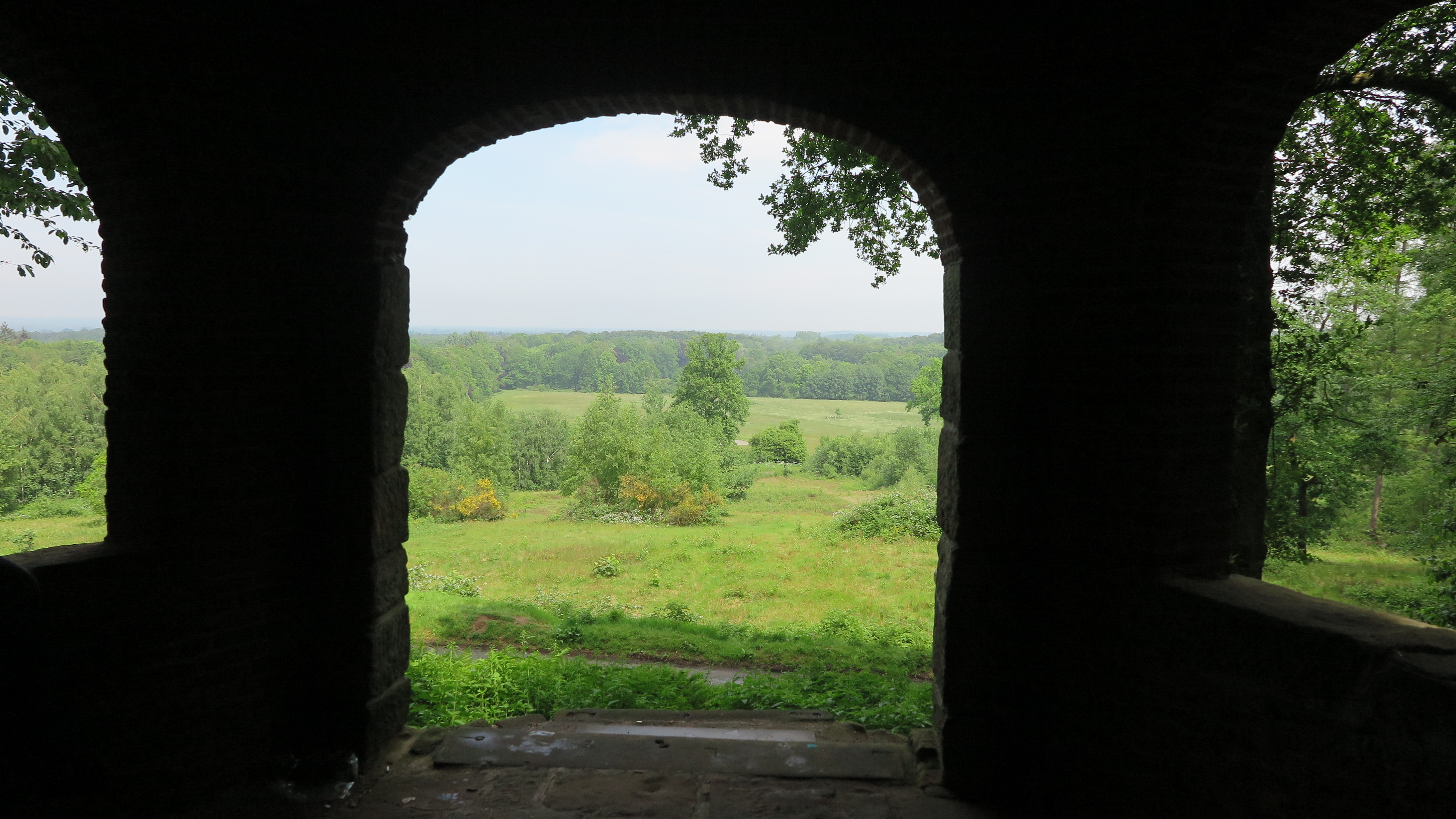
Uitzicht vanaf de Tankenberg

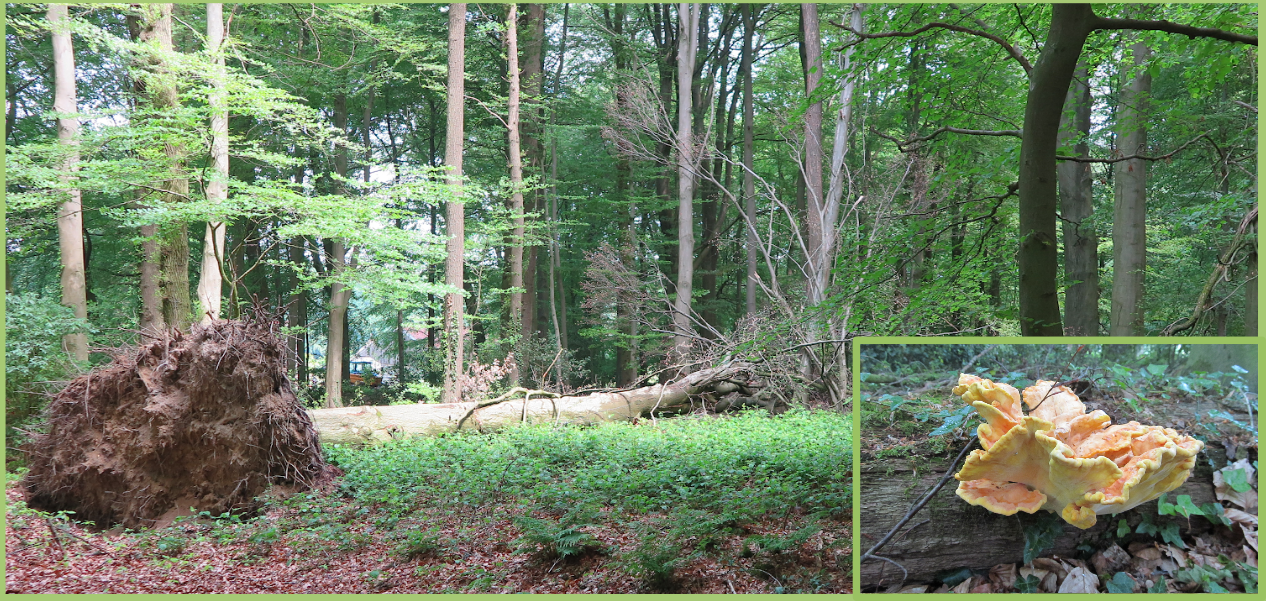
De aanwezigheid van dode en omgevallen bomen verhoogt de diversiteit

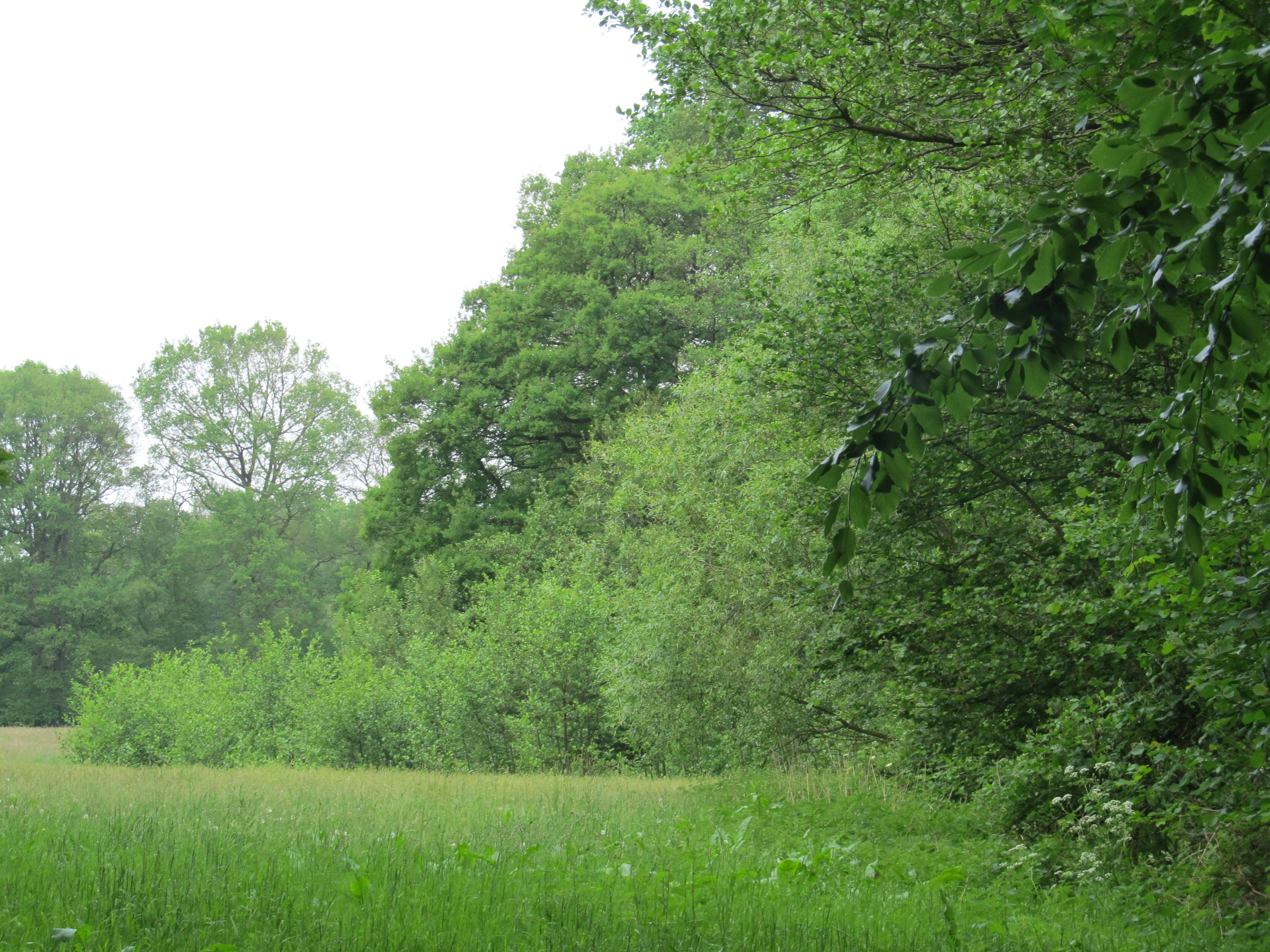
Glooiende bosrand

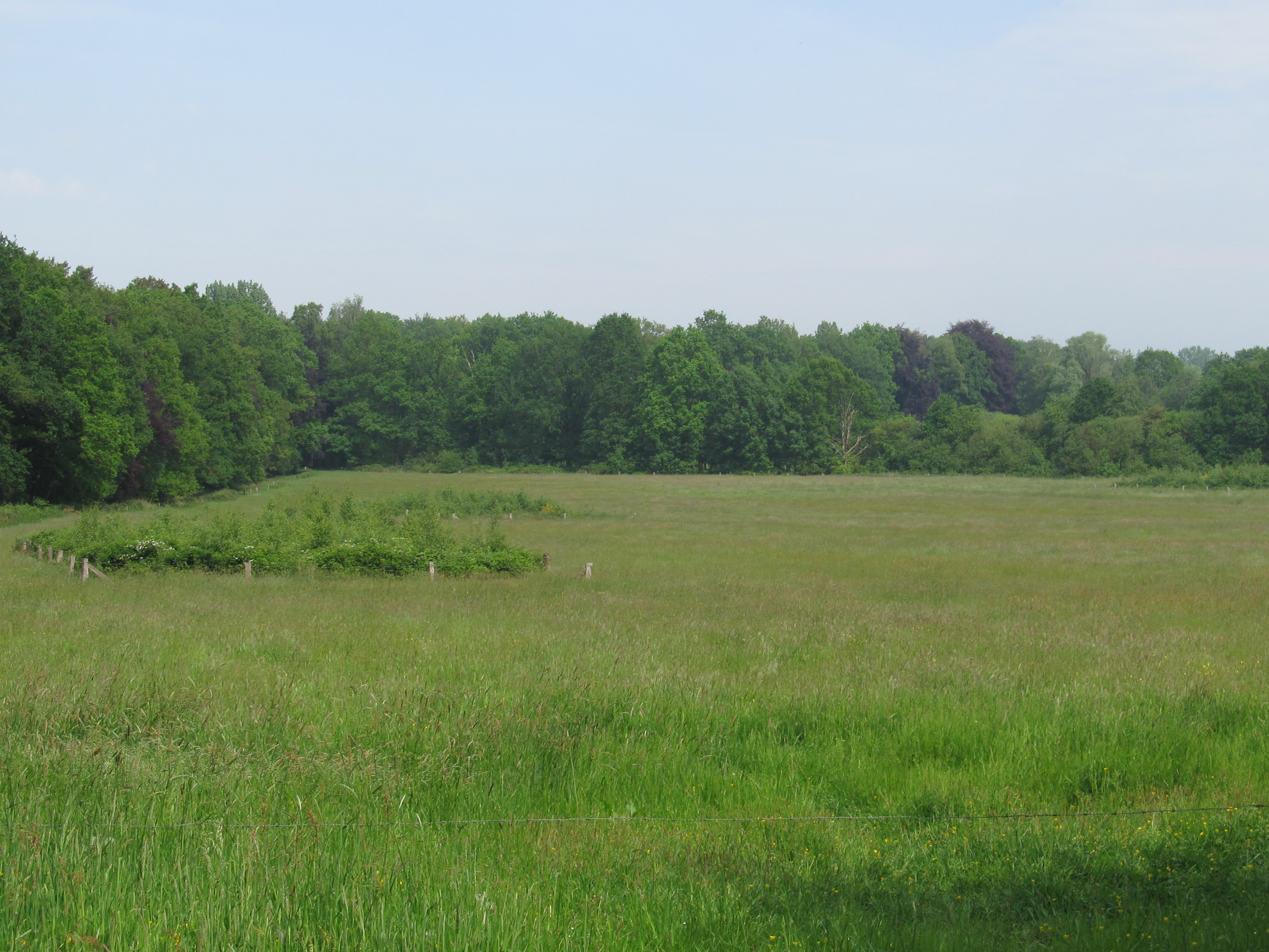
Struikeilanden in grasland

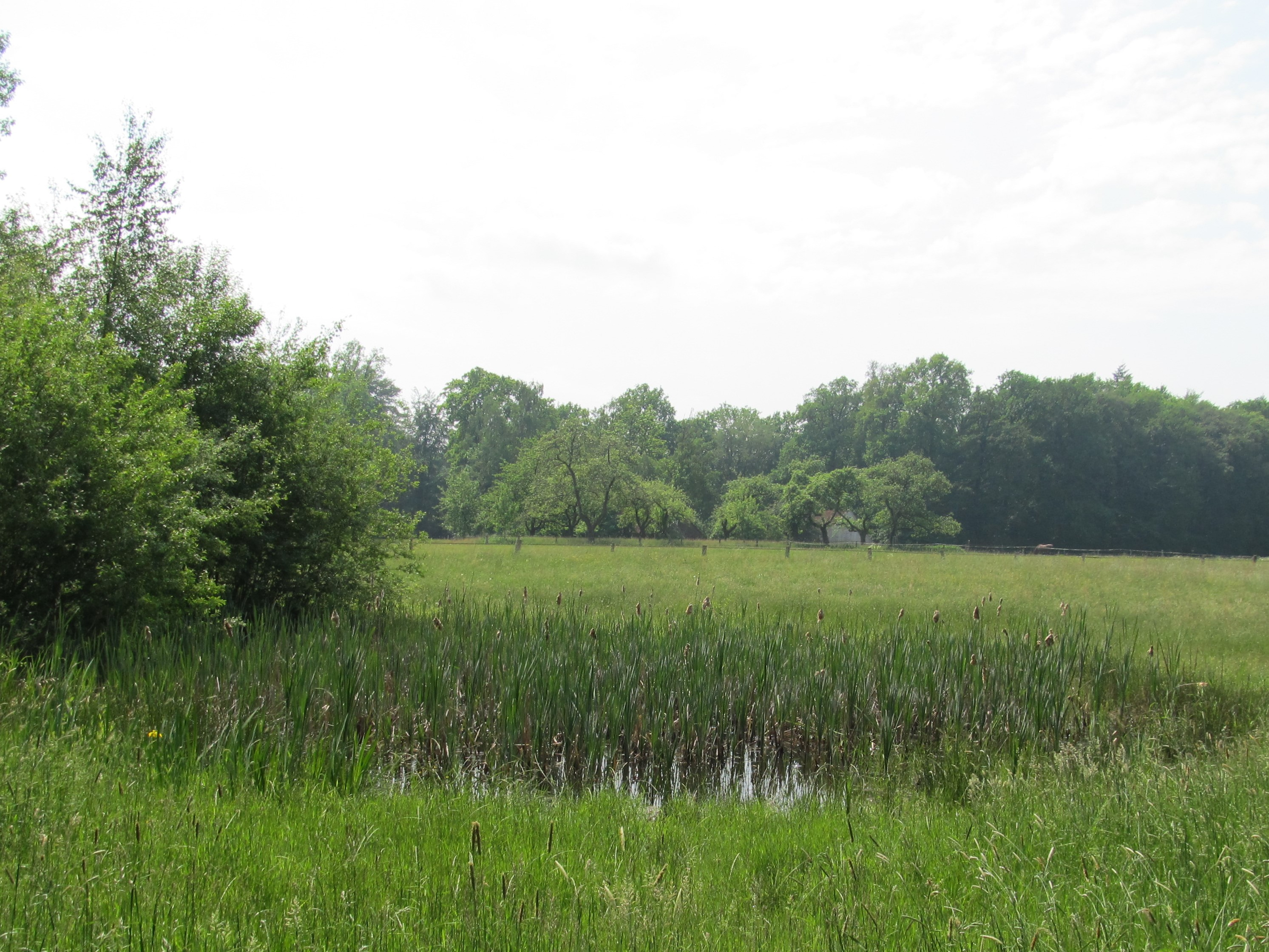
Amfibieënpoel

Landgoed Egheria is een Nederlands natuurgebied bij het Twentse dorp De Lutte in de Overijsselse gemeente Losser. Het maakt deel uit van het Natura 2000-gebied Landgoederen Oldenzaal. Het totale landgoed is ca. 245 ha groot, waarvan ongeveer 162 ha wordt beheerd door Natuurmonumenten. De rest van het landgoed is in het bezit van meerdere particuliere eigenaren.

## Geschiedenis
Landgoed Egheria werd in 1908 aangelegd als buitenplaats door textielfabrikant Hendrikus Egbertus ten Cate. Het landgoed is vernoemd naar zijn vier zonen: Egbert, Hendrik, Richard en Arnold. Sinds 1977 beheert Natuurmonumenten een deel van het landgoed. Villa Egheria is in 1945 gebombardeerd en later in een soberder versie herbouwd. Een koetshuis uit 1910 en delen van de oorspronkelijke tuinen met ommuring zijn nog aanwezig.
Erve Middelkamp is deel van Landgoed Egheria. Het was een boerenbedrijf waar vooral melkveehouderij plaatsvond, maar waar ook varkens, kalveren en paarden werden gehouden. Middelkamp werd gepacht door de familie Geertshuis. Omdat er in deze familie niemand meer was die het familiebedrijf wilde voortzetten werd het in 2004 door Natuurmonumenten in gebruik genomen. De veeschuur is verbouwd tot beheerkantoor. De hooischuur is achttiende-eeuws en afkomstig uit Fleringen. Dit rijksmonument werd in 1970 bij erve Middelkamp, dat uit het begin van de twintigste eeuw dateert, geplaatst. Het pad dat naar het erf toe leidt ziet er nog vrijwel hetzelfde uit als in 1900.

## Gebiedsbeschrijving
Op het landgoed is een grote variatie aan landschapstypen aanwezig. Voordat Natuurmonumenten een deel in beheer nam, werd het gebied vooral gebruikt voor agrarische doeleinden. Nog steeds zijn er akkers te vinden, maar de percelen van Natuurmonumenten bestaan anno 2018 vooral uit kruidenrijk grasland, vochtig hooiland, droog schraalland, struweelhagen, houtwallen en houtsingels, hoogstamboomgaarden en bossen. De bossen bestaan uit dennen-, eiken- en beukenbomen. Langs stroompjes die op de Tankenberg ontspringen en een beekdal vormen groeien beekbegeleidende bossen. Ze hebben een hoge natuurwaarde en komen in Nederland nog maar op weinig plaats voor. Het wisselende landschap maakt Egheria tot een zeer divers gebied.
De Tankenberg is het meest opvallende landschapselement. Het is met 85 meter de hoogste heuvel van Overijssel. De Tankenberg is ontstaan in de Saale-ijstijd toen een ijsmassa grote hoeveelheden zand, klei, keien en leem van Tertiaire oorsprong tot een stuwwal bij elkaar drukte. Delen van het aangevoerde materiaal zijn afgezet als keileem. Op het landgoed zijn daardoor kalkbodems aanwezig waarop orchideeën groeien die in Nederland verder alleen in Zuid-Limburg te vinden zijn. De top van de Tankenberg is een geschikt uitkijkpunt.

## Ecologie
Ecologisch heeft het landgoed met verschillende bedreigingen te maken. Verdroging, verzuring en vermesting vormen een bedreiging voor de ecologische kwaliteit en diversiteit van het gebied. Doordat omliggende stukken land nog voor agrarische doeleinden gebruikt worden, vindt er voedingsstoffen toevoer plaats via onder andere het overmatig gebruik van mest. De invloed daarvan wordt versterkt door de versnippering van het landgoed. Hierdoor staat een groot deel in contact met agrarische gebieden en is er veel invloed van buitenaf. Versnippering wordt hersteld door stukken land te ruilen zodat er meer samenhang ontstaat tussen kwetsbare voor het natuurbeheer belangrijke gebieden.

## Beheer
Het beheer door Natuurmonumenten is vooral gericht op het vergroten van de diversiteit van de graslanden en bossen en het behoud van de van nature voorkomende soorten. Om te controleren of de beheersmaatregelen werken worden eenmaal per zes jaar tellingen uitgevoerd om te kijken hoeveel en welke dagvlinders, sprinkhanen, libellen en broedvogels er in het gebied voorkomen. Ook de aanwezigheid van kamsalamanders, vleermuizen en reptielen wordt in de gaten gehouden.

### Bosbeheer
De beheerder past verschillende wijzen van beheer toe. Een er van is het in het bos laten van boomlijken; dode en vaak omgevallen bomen. Dood hout is een belangrijk onderdeel van een gezond bos, omdat het kansen voor paddenstoelen- en insectensoorten biedt. Ook mossen en kruidachtige planten zijn gebaat bij dood hout.
Een ander middel om de biodiversiteit in het gebied te verbeteren is het creëren van een geleidelijke overgang van het bosgebied naar het grasland. Deze zogenoemde glooiende bosranden komen tot stand door aan de randen van het bos een struiklaag tot ontwikkeling te laten komen. Dit gebeurt door langs de bosrand minder te maaien of door het bos op sommige plaatsen een stuk terug te dringen en op de gevormde open plekken struiken te laten groeien. De aanwezigheid van struiken zorgt voor een minder abrupte overgang van het bos naar het grasland waardoor er meer habitattypen beschikbaar zijn. Insectensoorten zoals vlinders en libellen profiteren hiervan. Exoten worden verwijderd als ze een bedreiging vormen voor de van nature voorkomende flora en fauna. Dit betreft onder andere Japanse duizendknoop, rododendron, reuzenberenklauw en Amerikaanse vogelkers.
Het beheer van beekbegeleidend bos is gericht op het behouden en bevorderen van de natuurlijke staat. Als er soorten verwijderd moeten worden gebeurt dit stapsgewijs om het bos zo weinig mogelijk te verstoren. Kappen van bomen vindt vooral in de winter plaats. Geprobeerd wordt de invloed van de beek op het bos te vergroten door de bedding ondieper te maken. Hiervoor wordt zand in de beek gestort dat door de stroming wordt meegenomen en zich zo over de lengte van de beek verdeeld. Gevolg daarvan is dat het water langzamer gaat stromen en dat de beek bochten gaat maken en begint te meanderen. Dit veroorzaakt verschillende stroomsnelheden in de binnen- en buitenbochten, waardoor verschillende soorten leefgebieden ontstaan en het gebied voor meer soorten geschikt wordt. De invloed die de beek op het bos uit gaat oefenen wordt hierdoor steeds groter. Beekbegeleidend bos is in het kader van natuurbeheer een zeer gewild landschapstype.

### Beheer graslanden
De graslanden worden een keer per jaar, buiten het broedseizoen, gemaaid. Het maaisel wordt afgevoerd, waardoor de bodem langzaamaan verschraalt. Het verschralen van de grond heeft effect op de soortensamenstelling. Grassen en kruiden die het door vermesting steeds moeilijker hebben kunnen zich hier handhaven of opnieuw vestigen.
In sommige graslanden zijn 'struikeilanden' aangeplant. Dit zijn omrasterde plekken van enkele vierkante meters met struiken. De omheining beschermd de struiken tegen vraat en omverlopen door vee. In een later stadium vestigen zich hier ook bomen. Deze struikeilanden maken het gebied diverser en zorgen voor een grotere biodiversiteit doordat het gebied niet alleen maar bestaat uit open grasland, maar ook plek biedt voor soorten die van meer dichtbegroeide vegetatie houden. Verder kunnen deze struikeilanden als 'stepping stones' fungeren wanneer dieren van het ene gebied naar het andere gaan.

### Beheer poelen
In de graslanden bevinden zich poelen. Deze zijn belangrijk voor de hier voorkomende bedreigde kamsalamander (Triturus cristatus). Deze amfibie heeft de poelen nodig voor de voortplanting. Het beheer is er op gericht het biotoop voor de salamander optimaal te houden. Zonder beheer zouden de poelen dichtgroeien met planten en verlanden. Natuurmonumenten maakt dichtgegroeide poelen weer open en laat indien nodig nieuwe graven.

## Bijzondere soorten
Zeldzame faunasoorten in het gebied zijn de middelste bonte specht en de kamsalamander. Verder zijn er dassen, vleermuizen, vijf verschillende soorten roofvogels en reeën. De beekjes trekken veel vlinders en libellen aan er groeien verschillende soorten orchideeën en een typische bronsoort als paarbladig goudveil.

## Recreatie
Er is gelegenheid tot wandelen op wegen en paden. Door het gebied lopen wandelroutes van verschillende lengte. Bij erve Middelkamp is in de hooischuur een informatieruimte waar koffie kan worden gedronken. In de nabijheid is ook een pannenkoekenrestaurant.